# Стробіли

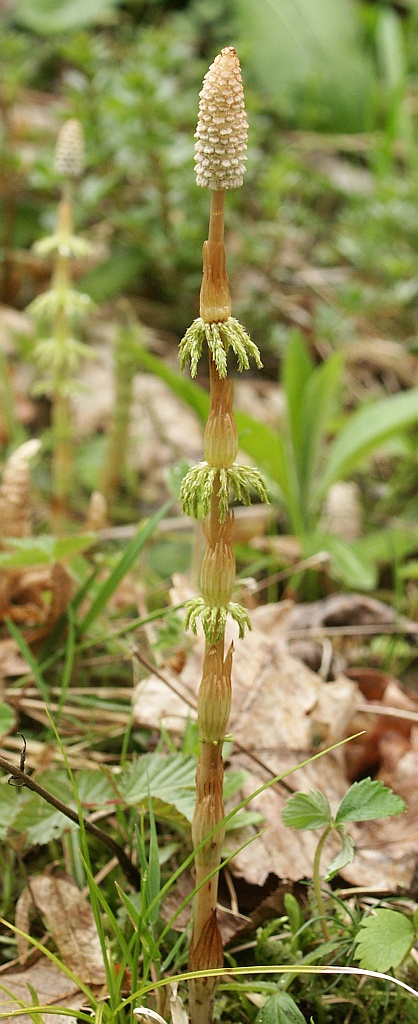
У лісового хвоща, як і більшості хвощеподібних, стробіли утворюються на кінцях стебел.

Стробі́ли (лат. strobilus) — видозмінені пагони або частини пагонів, що несуть на собі спорангії.
У представників плауноподібних и хвощеподібних стробіли називаються спороносними колосками, у представників голонасінних — шишками.
Для дводомних рослин розрізняють мегастробіли (жіночі стробіли) и мікростробіли (чоловічі стробіли).